# Rubus tantus
Rubus tantus là loài thực vật có hoa trong họ Hoa hồng. Loài này được L.H. Bailey miêu tả khoa học đầu tiên năm 1944.